# Euphthiracarus excultus
Euphthiracarus excultus är en kvalsterart som beskrevs av Pérez-Íñigo 1987. Euphthiracarus excultus ingår i släktet Euphthiracarus och familjen Euphthiracaridae. Inga underarter finns listade i Catalogue of Life.